# Xã Posey, Quận Franklin, Indiana
Xã Posey (tiếng Anh: Posey Township) là một xã thuộc quận Franklin, tiểu bang Indiana, Hoa Kỳ. Năm 2010, dân số của xã này là 1.051 người.